# Apple M1
Az Apple M1 egy ARM-alapú System on a Chip (SoC), amelyet az Apple Inc. tervezett központi feldolgozó egységként (CPU) és grafikus feldolgozó egységként (GPU) a Macintosh számítógépek és az iPad Pro táblagépek számára. Ez egyben az első jelentős változás a Macintosh számítógépek által használt utasításkészletben azóta, hogy az Apple 2006-ban a PowerPC-ről az Intelre állt át a Mac számítógépeknél.  Az Apple szerint ez a chip a világ leggyorsabb "alacsony energiafelhasználású szilícium" CPU-magja és ennek van a legnagyobb egy wattra jutó teljesítménye.
Az M1 2020 novemberében jelent meg, amelyet a következő évben az Apple M1 Pro és M1 Max változatok követtek. Ezek nagyban különböznek egymástól méretben és a funkcionális egységek számában: az eredeti M1 például körülbelül 16 milliárd tranzisztort tartalmaz, a legnagyobb M1 Max 57 milliárdot.
Az M1-en az Apple saját macOS és iPadOS operációs rendszere fut. Az M1 SoC kezdeti támogatása a Linux kernelben 2021. június 27-én jelent meg az 5.13-as verzióval.
A memóriaarchitektúra miatt a RAM nem bővíthető a felhasználó által; 8 GB-os vagy 16 GB-os memóriával kerül forgalomba, amelyen az összes számítási egység osztozik. 
A kezdeti verziók tartalmaznak egy olyan architektúrális hibát, amely lehetővé teszi a sandbox-ba zárt alkalmazások számára az adatcserét, amellyel sérül a biztonság.

## Fejlesztési út
2020 októberében az Apple megkezdte az Apple M1 próbagyártását és elvégezte a kapcsolódó teszteket.
2020. november 11-én hivatalosan is megjelent az Apple M1.

## Tervezés

### CPU
Az M1 négy nagy teljesítményű "Firestorm" és négy energiatakarékos "Icestorm" maggal rendelkezik, amelyek az ARM DynamIQ és az Intel Lakefield és Alder Lake processzoraihoz hasonló hibrid konfigurációt 
biztosítanak.
Ez a kombináció olyan energia-optimalizálást tesz lehetővé, amely a korábbi Intel architektúrájú Apple-eszközöknél nem voltak lehetségesek.  Az Apple állítása szerint az energiatakarékos magok tizedannyi energiát használnak, mint a nagy teljesítményűek.
A nagyteljesítményű magok szokatlanul nagy, 192 KiB-os L1 utasítás- és 128 KiB-os L1-adat gyorsítótárral rendelkeznek, és egy 12 MiB-os L2 gyorsítótáron osztoznak; az energiatakarékos magok 128 KiB-os L1 utasítás- és 64 KiB-os L1-adat gyorsítótárral, valamint egy közös, 4 MiB-os L2 gyorsítótárral rendelkeznek.  A SoC egy 16 MiB-os rendszerszintű gyorsítótárral is rendelkezik, amelyen a GPU-val osztozik.

### GPU
Az M1 egy Apple által tervezett nyolcmagos (egyes alapmodellekben hét) grafikus feldolgozóegységet (GPU) integrál.  Minden GPU-mag 16 végrehajtó egységre (Execution Unit) van osztva, amelyek mindegyike nyolc aritmetikai-logikai egységet (ALU) tartalmaz. Összesen az M1 GPU akár 128 Execution Unitot vagy 1024 ALU-t tartalmaz, amelyek az Apple szerint akár 24 576 szál egyidejű végrehajtására is képesek, és amelyek maximális lebegőpontos (FP32) teljesítménye 2,6 TFLOPs.

### Egyéb jellemzők
Az M1 4266 MT/s-os LPDDR4X SDRAM-ot használ, a processzor összes komponense által megosztott, egységes memóriakonfigurációban.  A SoC és a RAM-chipek együtt vannak beépítve egy "system in a package" (SiP) kialakításban. 8 GiB-os és 16 GiB-os konfigurációk állnak rendelkezésre.
Az M1 dedikált neurális hálózati hardvert tartalmaz egy 16 magos Neural Engine-ben, amely másodpercenként 11 trillió művelet végrehajtására képes. Az egyéb komponensek közé tartozik egy képjelfeldolgozó processzor (ISP), egy NVMe tárolóvezérlő, Thunderbolt 4 vezérlők és egy Secure Enclave.
A támogatott kodekek közé tartozik a H264 és H265 (8/10 bites, akár 4:4:4:4), a VP9 és a JPEG.

## Teljesítmény és hatékonyság
Az M1  teljesítménye és hatékonysága  a népszerű összehasonlító mérésekben versenyképesnek bizonyult. (Geekbench 5, Cinebench R23).
A 2020-as M1-gyel felszerelt Mac mini 7 wattot fogyaszt üresjáratban és 39 wattot maximális terhelésnél, a 2018-as, 6-magos Intel i7-es Mac mini 20 wattos üresjáratával és 122 wattos maximális terhelésével szemben. Az M1 energiahatékonysága megduplázza az M1-alapú MacBookok akkumulátor-üzemidejét a korábbi Intel-alapú MacBookokhoz képest. 
Megjelenésekor a MacBook Air (M1, 2020) és a MacBook Pro (M1, 2020) az Apple által gyártott leggyorsabb Macbookoknak számítottak, ugyanakkor az Intel MacBookok   értékének meredek csökkenését is okozták.

## Galéria
- M1 (APL1102) a hűtő nélkül, melyen a CPU lapka és a körülötte lévő kis méretű SMD kondenzátorok láthatók. A kép bal oldala egy renderelés.
- Apple M1 processzor a hűtővel, jobb oldalán az LPDDR4X SDRAM-ot tartalmazó két modul látható
- M1 Pro (APL1103)
- M1 Max (APL1105)
- M1 Ultra (APL1W06)
- M1 (APL1102) egy Mac mini (M1, 2020, 9,1 modell) logikai lapján, összehasonlítva egy iPhone 11 CPU lapjára szerelt A13 SoC-vel (felül)

## Apple M1-et használó termékek
- MacBook Air (M1, 2020) - az alapmodell 7 magos GPU-val rendelkezik.[19]
- Mac mini (M1, 2020)[20]
- MacBook Pro (13 hüvelykes, M1, 2020)[21]
- iMac (24 hüvelykes, M1, 2021) - az alapmodell 7-magos GPU-val rendelkezik.[22]
- iPad Pro, 11 hüvelyk (3. generáció)[23]
- iPad Pro, 12,9 hüvelyk (5. generáció)[23]
- iPad Air 10,9 (5. generáció)

## Problémák

### USB tápellátás
A megjelenés után néhány felhasználó, aki az M1 készülékeket USB-C hubokon keresztül töltötte, arról számolt be, hogy tönkrement a készülékük. A beszámolók szerint a problémát okozó eszközök harmadik féltől származó USB-C hubok és nem-Thunderbolt dokkolók voltak (kivéve az Apple saját dongle-ját). Az Apple ezt a problémát úgy kezelte, hogy kicserélte a logikai lapot, és azt mondta ügyfeleinek, hogy ne töltsenek ezeken a hubokon keresztül. A macOS Big Sur 11.2.2 tartalmaz egy javítást, amely megakadályozza, hogy a 2019-es vagy későbbi MacBook Pro modellek és a 2020-as vagy későbbi MacBook Air modellek bizonyos harmadik féltől származó USB-C hubok és dokkolók által károsodjanak.